# Jürg Baur
Jürg Baur (ur. 11 listopada 1918 w Düsseldorfie, zm. 31 stycznia 2010 tamże) – niemiecki kompozytor.

## Życiorys
Początkowo uczył się w konserwatorium w Düsseldorfie. W latach 1937–1939 uczęszczał do Hochschule für Musik und Tanz Köln, gdzie jego nauczycielami byli Philipp Jarnach (kompozycja), Karl Hermann Pillney (fortepian) i Michael Schneider (organy). W czasie II wojny  światowej zmobilizowany do wojska i wysłany na front, dostał się do niewoli radzieckiej. Po zwolnieniu wrócił do Kolonii, gdzie w latach 1946–1948 kontynuował studia, jednocześnie uczęszczając na dodatkowe zajęcia do konserwatorium w Düsseldorfie, gdzie w 1946 roku uzyskał tytuł docenta. Od 1948 do 1951 studiował na Uniwersytecie Kolońskim, gdzie jego nauczycielem był Karl Gustav Fellerer.
W latach 1952–1966 był kantorem kościoła św. Pawła w Düsseldorfie. W 1965 roku został dyrektorem konserwatorium w Düsseldorfie, następnie od 1971 do 1991 roku wykładał w Hochschule für Musik und Tanz Köln. Laureat Robert-Schumann-Preis (1957) i nagrody muzycznej miasta Duisburga (1994). Odznaczony Krzyżem Zasługi 1. Klasy Orderu Zasługi Republiki Federalnej Niemiec (1969) oraz Orderem Zasługi Nadrenii Północnej-Westfalii (1990).

## Twórczość
W początkowym okresie swojej twórczości pozostawał pod silnym wpływem muzyki Bartóka i Hindemitha. Z czasem stopniowo zaadaptował dodekafonię i technikę serialną, której zasady traktował jednak swobodnie.

## Ważniejsze kompozycje
(na podstawie materiałów źródłowych)

### Utwory orkiestrowe
- Koncert smyczkowy (1941–1948)
- Uwertura (1946–1950)
- Partita über „Wie schön leuchtet der Morgenstern” na trąbkę i smyczki (1947–1991)
- Carmen-Variationen (1947)
- Concerto na altówkę i orkiestrę kameralną (1951)
- Musik na smyczki (1953–1954)
- Sinfonia montana (1953)
- Konzert musik na fortepian i orkiestrę (1958)
- Concertino na flet, obój, klarnet, smyczki i kotły (1959)
- Concerto romano na obój i orkiestrę (1960)
- Romeo i Julia (1962–1963)
- Piccolo mondo (1963)
- Lo Specchio I (1965)
- Lo Specchio II (1966)
- Sinfonischer Prolog (1966)
- Pentagram', koncert na kwintet dęty i orkiestrę (1966)
- Abbreviaturen na 13 instrumentów smyczkowych (1969)
- Concerto Ticino na klarnet i orkiestrę (1970)
- Giorno per giorno in memoriam Bernd Alois Zimmermann (1971)
- Musik mit Robert Schumann (1972)
- Vier Portraits na wiolonczelę i orkiestrę (1972)
- Sinfonia breve (1974)
- Triton-Sinfonietta na orkiestrę kameralną (1974)
- Concerto da camera na flet prosty i orkiestrę kameralną (1975)
- I koncert skrzypcowy Ich sag ade (1976)
- II koncert skrzypcowy (1978)
- Sentimento del tempo na obój, klarnet, fagot i orkiestrę (1980)
- Sinfonische Metamorphosen über Gesualdo (1981)
- I symfonia Sinfonie einer Stadt (Pathetica) (1984)
- Fresken na orkiestrę kameralną (1984)
- Konzertante Fantasie na organy i smyczki (1984–1985)
- II symfonia Aus dem Tagebuch des Alten (1987)
- sinfonietta Sentieri musicale (1990)
- Frammenti: Erinerrungen an Schubert (1995–1996)
- Sinfonia sine nomine (1997–1998)

### Utwory kameralne
- 2 nienumerowane kwartety smyczkowe (1935, 1938)
- 3 numerowane kwartety smyczkowe (I 1938–1946, II 1942–1946, III 1952)
- Fantazja i fuga na kwartet smyczkowy (1941)
- sonata skrzypcowa (1943–1948)
- Ostinato und Trio na flet, obój, 2 klarnety i 2 fagoty (1948)
- Musik na wiolonczelę i fortepian (1950)
- Reminiszenzen in memoriam Paul Hindemith na kwintet dęty (1950–1980)
- Fantasie na obój i fortepian (1954)
- Quintetto sereno na flet, obój, klarnet, róg i fagot (1958)
- Metamorphosen na skrzypce, wiolonczelę i fortepian (1959–1960)
- Ballata Romana na klarnet i fortepian (1960, wersja na saksofon altowy i fortepian 1991)
- Incontri (Begegnungen) na flet prosty i fortepian (1960)
- Sonata na skrzypce solo (1961–1962)
- Divertimento na klawesyn i perkusję (1961–1962, wersja na akordeon i perkusję 1990)
- Mutazioni na flet prosty (1962, wersja na flet poprzeczny 1962)
- Dialoge na wiolonczelę i fortepian (1962)
- Pezzi uccelli na flet prosty (1962)
- 3 Fantasien na gitarę (1964)
- Kontraste na skrzypce, altówkę i wiolonczelę (1964)
- 6 Bagatellen na klarnet lub klarnet basowy (1964)
- Sonata na altówkę solo (1969)
- Movimenti na skrzypce, róg i fortepian (1969–1970)
- Choral-Triptychon „Christ ist erstanden” na organy (1970)
- Cinque Impressoni na kwartet smyczkowy (1970)
- Tre studi per quattro na kwartet fletowy (1972)
- Nonett-Skizzen na kwintet dęty i kwartet smyczkowy (1973)
- Skizzen na flet, obój, klarnet, róg i fagot (1974)
- Moments musicaux na skrzypce i fortepian (1976)
- Kontrapunkte 77 na flet, rożek angielski i fagot (1977)
- 3 Ricercare über Bachs „Königliches Thema” na organy (1978)
- Echoi: Hirtenrufe und Weisen na 2 oboje i rożek angielski (1980)
- Pour rien na 2 klarnety, 2 rogi i 2 fagoty (1980)
- Ricordi na 3 flety proste (1983)
- Ritratti na perkusję, czelestę i instrument basowy (1984)
- Cinque foglie na kwartet saksofonowy (1986)
- Quintetto pittoresco na kwintet dęty (1986)
- Passacaglia na 4 trąbki i 4 puzony (1989)
- Arabesken, Girlanden, Figuren na kontrabas (1990)
- Marginalien über Mozart na gitarę (1991)
- Reflexionen na gitarę i organy (1991, wersja na gitarę i akordeon 1992)
- Petite suite na kwartet fletowy (1992)
- Et respice finem na kwartet smyczkowy (1993)
- Improvisation und Ostinato na kwartet fagotowy (1996)
- Fragment mit Frescobaldi na organy (1996)

### Utwory wokalno-instrumentalne
- „Der Lattenzaun”, Humoreske nach Morgenstern na chór mieszany a cappella (1948)
- Triptychon na chór i orkiestrę (1948–1949)
- Im Waldesschatten, 5 pieśni na baryton i fortepian (1952, wersja na baryton i kwartet smyczkowy 1980)
- Pfingsmotette: Wer mich liebt na baryton i chór (1955)
- Vom tiefinnern Sang, cykl pieśni do tekstu Federico Garcíi Lorci na mezzosopran i fortepian (1957, wersja na mezzosopran, klarnet i kwartet smyczkowy 1989)
- Herb stirb oder singe, 4 pieśni na głos i fortepian do tekstu Juana Ramóna Jiméneza (1960, wersja na sopran, flet i orkiestrę smyczkową 1964, wersja na głos, flet i kwartet smyczkowy 1984)
- Mit wechselndem Schlüssel na baryton i fortepian (1967)
- Perché (Warum?) na solistów, chór i orkiestrę (1967–1968, wersja na solistów i chór 1969)
- Die Blume des Scharon, 3 motety na chór (1979)